# Gaußsche Trapezformel

Jeder Polygonkante wird der vorzeichenbehaftete Flächeninhalt eines Trapezes zugeordnet. Der Flächeninhalt des Polygons ergibt sich dann durch Aufsummieren dieser Trapezflächen

Mit Hilfe der gaußschen Trapezformel (nach Carl Friedrich Gauß) ist es möglich, die Fläche eines einfachen Polygons zu berechnen. Dabei wird jeder Polygonkante ein Trapez (siehe Bild) zugeordnet, dessen Flächeninhalt sowohl positiv als auch negativ sein kann. Negative Flächenteile kompensieren außerhalb des Polygons liegende Teile positiver Trapeze.
Eine Variation der Trapezformel ist die Dreiecksform, deren Analogon für stückweise glatte Kurven die Sektorformel von Leibniz ist.

## Das Prinzip und die Formel

Prinzip

Es wird vorausgesetzt, dass die Punkte {\displaystyle P_{i}=(x_{i},y_{i}),i=1,...n} des Polygons im ersten Quadranten eines kartesischen Koordinatensystems liegen und die Punkte mit wachsendem {\displaystyle i} im mathematisch positiven Sinn (Gegenuhrzeigersinn) durchlaufen werden. Aus praktischen Gründen wird angenommen, dass {\displaystyle P_{n+1}=P_{1}} ist. Der Kante {\displaystyle P_{i}P_{i+1}} wird dann der Flächeninhalt
{\displaystyle A_{i}={\tfrac {1}{2}}(y_{i}+y_{i+1})(x_{i}-x_{i+1})}
des Trapezes {\displaystyle (x_{i},y_{i}),(x_{i+1},y_{i+1}),(x_{i},0),(x_{i+1},0)} zugeordnet.
Ist {\displaystyle x_{i}<x_{i+1}} so ist {\displaystyle A_{i}} negativ, im anderen Fall positiv oder {\displaystyle A_{i}=0} falls {\displaystyle x_{i}=x_{i+1}} ist. In der Zeichnung ist die Orientierung der Kanten durch Pfeile gekennzeichnet. An der Farbe der Pfeile ist das Vorzeichen der jeweiligen Trapezfläche zu erkennen: rot steht für {\displaystyle A_{i}<0}, grün für {\displaystyle A_{i}>0}. Im ersten Fall heißt das Trapez negatives Trapez, im zweiten Fall positives Trapez. Die negativen Trapeze löschen die außerhalb des Polygons liegenden Flächenteile positiver Trapeze. Am einfachsten ist dies an dem Beispiel eines konvexen Polygons (im Bild oben) zu erkennen: Der Flächeninhalt des Polygons ist gleich der Summe der Flächeninhalte aller positiven Trapeze (mit grünen Kanten) minus den Flächeninhalten aller negativen Trapeze (mit roten Kanten).
Für den Flächeninhalt, des von dem Polygon {\displaystyle P_{1},...,P_{n}} eingeschlossenen Gebiets ergibt sich also
{\displaystyle A={\frac {1}{2}}\sum _{i=1}^{n}(y_{i}+y_{i+1})(x_{i}-x_{i+1})}
{\displaystyle \quad ={\frac {1}{2}}{\Big (}(y_{1}+y_{2})(x_{1}-x_{2})+\cdots +(y_{n}+y_{\color {red}1})(x_{n}-x_{\color {red}1}){\Big )}}

Dreiecksform: Die Farben der Polygonkanten deuten an, welche Dreiecksfläche positiv (grün) bzw. negativ (rot) ist

Multipliziert man die Klammern aus und beachtet
{\displaystyle \sum _{i=1}^{n}x_{i}y_{i}=\sum _{i=1}^{n}x_{i+1}y_{i+1}}, erhält man die Determinantenform der Flächenformel:
{\displaystyle A={\frac {1}{2}}\sum _{i=1}^{n}(x_{i}y_{i+1}-x_{i+1}y_{i})={\frac {1}{2}}\sum _{i=1}^{n}{\begin{vmatrix}x_{i}&x_{i+1}\\y_{i}&y_{i+1}\end{vmatrix}}}
{\displaystyle \qquad ={\frac {1}{2}}{\Big (}x_{1}y_{2}-x_{2}y_{1}+\cdots +x_{n}y_{\color {red}1}-x_{\color {red}1}y_{n}{\Big )}}
Da die Hälfte der Determinante die vorzeichenbehaftete Fläche des Dreiecks {\displaystyle OP_{i}P_{i+1}} ist, wird diese Formel auch als Dreiecksform bezeichnet.
Setzt man {\displaystyle P_{0}=P_{n}} (zusätzlich zu {\displaystyle P_{n+1}=P_{1}} (siehe oben)), so gilt
{\displaystyle \ \sum _{i=1}^{n}x_{i}y_{i+1}=\sum _{i=1}^{n}x_{i-1}y_{i}\ } und
{\displaystyle 2A=\sum _{i=1}^{n}(x_{i}y_{i+1}-x_{i+1}y_{i})=\sum _{i=1}^{n}x_{i}y_{i+1}-\sum _{i=1}^{n}x_{i+1}y_{i}=\sum _{i=1}^{n}{\color {red}x_{i-1}y_{i}}-\sum _{i=1}^{n}x_{i+1}y_{i}}
Führt man beide Summen wieder zusammen und klammert {\displaystyle y_{i}} aus, so erhält man eine weitere Darstellung der Flächenformel:
{\displaystyle A={\frac {1}{2}}\sum _{i=1}^{n}y_{i}(x_{i-1}-x_{i+1})}
{\displaystyle \quad ={\frac {1}{2}}{\Big (}y_{1}(x_{\color {red}n}-x_{2})+y_{2}(x_{1}-x_{3})+\cdots +y_{n}(x_{n-1}-x_{\color {red}1}){\Big )}}
Verwendet man
{\displaystyle \ \sum _{i=1}^{n}x_{i+1}y_{i}=\sum _{i=1}^{n}x_{i}y_{i-1}\ } erhält man
{\displaystyle A={\frac {1}{2}}\sum _{i=1}^{n}x_{i}(y_{i+1}-y_{i-1})}
Geht man von einem Polygon mit negativer Orientierung aus, ist auch der Flächeninhalt {\displaystyle A} negativ.
Hinweis: In der Geodäsie ist die x-Achse vertikal und y-Achse horizontal und die Orientierung des Polygons entgegengesetzt. Vertauschen der Koordinaten und der Orientierung des Polygons bewirken bei der Anwendung der Formeln keine Änderung. Falls man eine dieser Änderungen nicht beachtet, erhält man mit den obigen Formeln in jedem Fall mit {\displaystyle |A|} den gesuchten Flächeninhalt.

Die beiden letzten Formeln werden in Büchern über Vermessungskunde auch als Gaußsche Dreiecksformeln bezeichnet.
Speziell für polygonale Flächen mit Gitterpunkten als Ecken lässt sich der Satz von Pick anwenden. Andere Flächen lassen sich in der Regel problemlos durch Polygone approximieren, so dass man leicht an einen Näherungswert kommen kann.

## Beispiel und Schnürsenkel-Schema
Für das 5-Eck mit den Punkten
{\displaystyle P_{1}=(1,6),P_{2}=(3,1),P_{3}=(7,2),}
{\displaystyle P_{4}=(4,4),P_{5}=(8,5)}
ergibt sich
{\displaystyle 2A={\begin{vmatrix}1&3\\6&1\end{vmatrix}}+{\begin{vmatrix}3&7\\1&2\end{vmatrix}}+{\begin{vmatrix}7&4\\2&4\end{vmatrix}}+{\begin{vmatrix}4&8\\4&5\end{vmatrix}}+{\begin{vmatrix}8&1\\5&6\end{vmatrix}}}
{\displaystyle \quad \ =1-18\;+6-7\;+28-8\;+20-32\;+48-5=33}
{\displaystyle \ \;A=16{,}5}

Beispiel

Schnürsenkel-Schema für das Beispiel

In der englischen Literatur gibt es ein Schema, das das Berechnen der 2x2-Determinanten optimiert: Das Schnürsenkel-Schema (engl. shoelace formula) (siehe Bild). Diese plastische Beschreibung zeigt die praktische Bedeutung der Gaußschen Trapezformel. Statt 10 Spalten genügen bei dieser Methode 6 Spalten.

## Weblink
- P. Bender, Uni Paderborn: Eine einfache Formel für den Flächeninhalt von Polygonen